# کولین برت
کولین برت (انگلیسی: Colin Barrett؛ زادهٔ ۳ اوت ۱۹۵۲) بازیکن فوتبال اهل بریتانیا است.
از باشگاه‌هایی که در آن بازی کرده‌است می‌توان به باشگاه فوتبال سوئیندون تاون، باشگاه فوتبال ناتینگهام فارست، و باشگاه فوتبال منچستر سیتی اشاره کرد.